# Estadio de Limbé
El estadio de Limbé es un estadio de usos múltiples ubicado en la ciudad de Limbe, Camerún. Se utiliza principalmente para partidos de fútbol y también cuenta con instalaciones de atletismo. El estadio tiene capacidad para 20.000 personas. Fue construido en 2012 e inaugurado el 26 de enero de 2016. Es uno de los pocos estadios en el mundo construido en una colina y tiene una vista impresionante del mar. En noviembre de 2016, el estadio albergará partidos de fútbol femenino como parte de su primer torneo internacional.
En 2021 fue uno de los seis estadios sedes de la Copa Africana de Naciones 2021.

## Eventos Importantes

### Copa Africana de Naciones 2021
- El Estadio de Limbé albergó 8 partidos de la Copa Africana de Naciones 2021.
| Fecha               | Selección #1 | Resultado      | Selección #2      | Ronda                 | Espectadores |
| ------------------- | ------------ | -------------- | ----------------- | --------------------- | ------------ |
| 12 de enero de 2022 | Túnez        | 0–1            | Malí              | Primera fase, Grupo F |              |
| 12 de enero de 2022 | Mauritania   | 0–1            | Gambia            | Primera fase, Grupo F |              |
| 16 de enero de 2022 | Gambia       | 1–1            | Malí              | Primera fase, Grupo F |              |
| 16 de enero de 2022 | Túnez        | 4–0            | Mauritania        | Primera fase, Grupo F |              |
| 20 de enero de 2022 | Sierra Leona | 0–1            | Guinea Ecuatorial | Primera fase, Grupo E |              |
| 20 de enero de 2022 | Gambia       | 1–0            | Túnez             | Primera fase, Grupo F |              |
| 23 de enero de 2022 | Burkina Faso | 1–1 (7-6 pen.) | Gabón             | Octavos de final      |              |
| 26 de enero de 2022 | Malí         | 0–0 (5-6 pen.) | Guinea Ecuatorial | Octavos de final      |              |